# 況暹
況暹（14世紀—15世紀），字鼎元，江西瑞州府上高縣河北人，明朝政治人物。

## 生平
況暹是永樂十五年（1417年）丁酉科江西鄉試舉人，授萊陽教諭，調漢川教諭、歸安教諭，憑子況璉貴封儒林郎、光祿寺署正，品行純潔、文章典雅，周旋禮度為人效法，辭官後在家三十年，以讀書作文自娛，死後入祀鄉賢祠。

## 引用
1. 1 2  嘉慶《上高縣志·卷十一·人物志》：況暹，字鼎元，河北人，永樂丁酉舉人，歷任萊陽、漢川、歸安教諭，以子璉貴封儒林郎、光祿寺署正，制行純潔、文章典雅，周旋禮度舉足為法，家居三十年以讀書作文自娛，卒祀鄉賢祠。